# قهرمانان بی‌بندوبار
قهرمانان بی‌بندوبار یا قهرمانان آسوده (به انگلیسی: Unstrung Heroes) فیلمی محصول سال ۱۹۹۵ و به کارگردانی دایان کیتن است. در این فیلم بازیگرانی همچون اندی مک‌داول، جان تورتورو، مایکل ریچاردز، مائوری چایکین، سلیا وستون، کندیس آزارا، جک مک‌گی، جوزپه اندروز، لیلین آدامز، وین دووال، بکی آن بیکر و جولی پینسان ایفای نقش کرده‌اند.